# Flan
Pour les articles homonymes, voir Flan (homonymie).
Le flan est une spécialité culinaire cuite, de forme ronde comme son nom l'indique, de texture solide, tremblante, lisse et tendre, ayant pour base des œufs battus dans du lait ou de la crème de lait.
Le flan est fait avec du lait, des œufs, et de la farine. La crème caramel est fait, par contre, avec du lait et des œufs, mais aucune farine.

## Dénomination

### Flan, croustade, custard

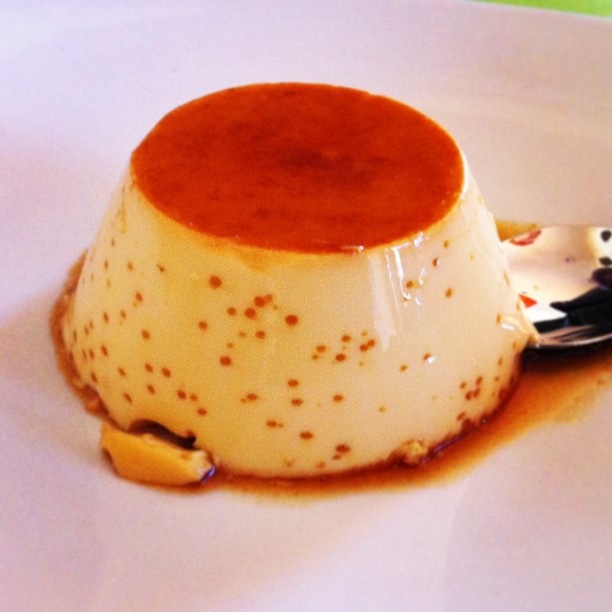
flan (un peu raté car il a des bulles).

Flan vient de « flan » (fladon, XIe siècle) au sens de rond de métal utilisé pour faire une pièce de monnaie . Le Dictionnaire étymologique de Gilles Ménage (XVIIe siècle) décrit le flan comme « une sorte de tarte », la forme ronde de ce plat qui cuit posé sur une casserole d'eau en ébullition (Jules Gouffé cuisait encore ainsi au XIXe siècle) en est sans doute à l'origine,,. L'étymologie donne une racine proto-indo-européenne : plÁt-, plat, proto-germanique flaþô (gâteau plat) et latin flado . Des références associent le flan à une galette, anciennement une croustade : P. M. Cousin de Courchamps (1839) parle de « croustade en forme de flan ». D'où le terme anglais custard  et costarde en français du Canada, sachant qu'en 1650 le dictionnaire de James Howell traduit par egg-pie (tarte aux œufs),. En italien, le flan est un budino (dolce al cucchiaio) ou flano ou encore pudding qui se mange à la cuillère, composé d'œufs, de lait et de sucre, tandis que l'allemand adopte Flan et Eiermilch ou Oamüch (Basse-Carinthie), soit œuf au lait ,,,.
Selon l'Encyclopédie du dix-neuvième siècle, au VIe siècle on appelait flavones des gâteaux soufflés farcis de pomme et de crème, du latin flo : je souffle.

### Œufs au lait

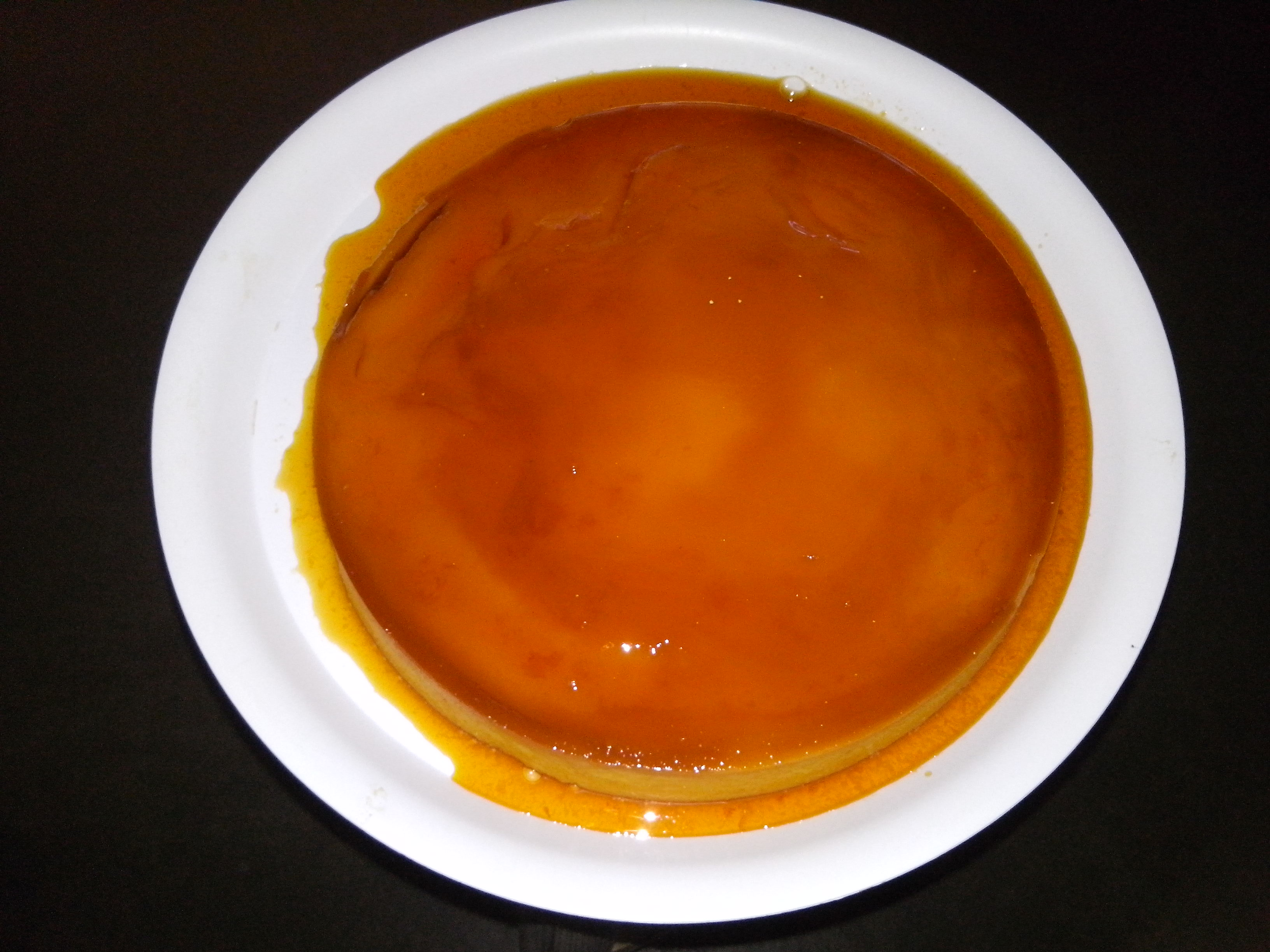
La forme d'un flan est habituellement ronde.

Dès le XVIIe siècle la même préparation est appelée indifféremment « œufs au lait » (Louis Liger en 1700, François Massialot en 1722) ou « flan » (Philibert Monet en 1620, Nicolas de Bonnefons en 1679),,,. Certains auteurs écrivent « œufs au lait ou flan » (Mique Grandchamp en 1883, Auguste Colombié en 1906),. Le Manuel d'instruction ménagère (1903) dit à l'article « Crème » que les noms « œufs au lait », « crème cuite » ou « flan » varient selon l'aspect : « le flan ou crème renversée est une crème consistante ». Tandis que pour La Pâtissière de la campagne (1886) un flan se cuit sur une pâte avec le mélange des œufs au lait auquel on ajoute 2 œufs supplémentaires ,. Chez Antonin Carême, un flan est toujours dans une pâte, et sans pâte c'est une crème au bain-marie (à la vanille, au chocolat, au café moka, à la fleur d'oranger, etc.) ,. Escoffier (1903) utilise rarement le mot « flan », sauf pour la quiche lorraine (« flan au lait sans sucre dont le fond est garni de lard ») .
C'est tardivement, à la fin du XXe siècle, que le terme flan pâtissier ou flan parisien désigne un appareil à œufs au lait cuit dans une pâte .
Moule à flan, cercle à flan (hauteur d'au moins 4 cm), moule à charnière, ramequin à flan, en aluminium, céramique ou silicone, lisse, cannelé ou en tourbillon, ils sont tous ronds, à tel point qu'on parle de cercle carré quand il n'est pas rond,,,. Ils sont ronds comme les yeux ébahis qui les regardent, semblables aux flans monétaires des numismates : comme deux ronds de flan.
L'appareil à flan est celui de la crème pâtissière avec souvent moins ou pas de farine. Antonin Carême (1815) parle de « croustade en forme de flan » (qu'il met au four dans une croustade, et dont il donne une version au fromage, le flan à la milanaise). Eddie Benghanem, dans son Grand Cours de pâtisserie (2016), le classe à la rubrique Crème pâtissière cuite au four : flan parisien, flan chocolat-café,. La flan se cuit également au bain-marie (y compris au four) comme le tocino de cielo andalou.

### Œufs au lait orientaux

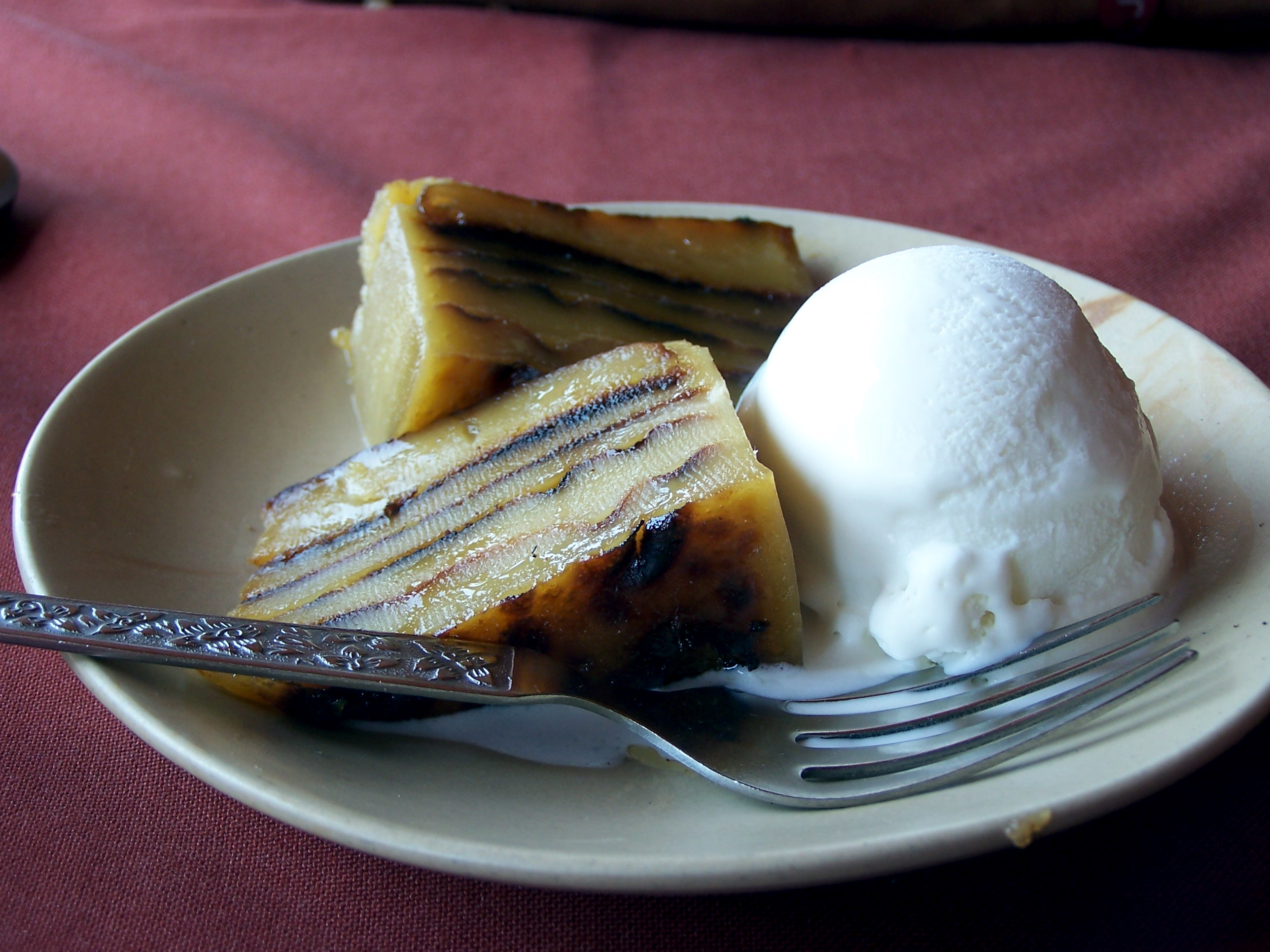
Bebinca (flan portugais à plusieurs couches) servi avec une glace.

Les 牛奶蛋 Niúnǎi (lait) dàn (œuf) chinois se font en deux temps : séparer le blanc et le jaune qu'on cuit avec un peu de sucre (10 g pour 1 œuf et 1 tasse de lait) et intégrer le blanc avant cuisson à la vapeur. Ces œufs au lait ne contiennent pas d'aromate et sont donnés aux petits enfants[réf. souhaitée]. Les 牛奶炖蛋 Niúnǎi (lait) dùn (ragout) dàn (œuf) sont des œufs au lait  牛奶蛋 avec de l'huile d'amande ou de d'huile de sésame[réf. souhaitée].
Le japonais プリン・ア・ラ・モード purin (pudding) aramodo (à la mode) est un flan moderne que l'hôtel New Grand The Cafe de Yokohama sert sous influence américaine, avec crème chantilly, fraise, mandarine, kiwi, melon, cerise, sauce aux fraises et menthe.
A Goa, à Macao et à Timor, et pour Noël sous l'influence portugaise, le bebinca (parfois bebinca de leite) est un flan sucré à la cardamome, au ghi et au lait de coco en couches alternées qui se cuit au four. Aux Philippines, le bibinka connait de multiples variantes dont certains aromatisés à l'anis .

## Ingrédients
Le Dictionnaire Québec Amérique (2011) donne une définition extensive du flan : mets composé d'une préparation salée ou sucré versée dans une petite croute ou moulée dans un ramequin mais restrictive sur la cuisson uniquement au four . Le flan admet de nombreuses variantes.

### Sucré et salé

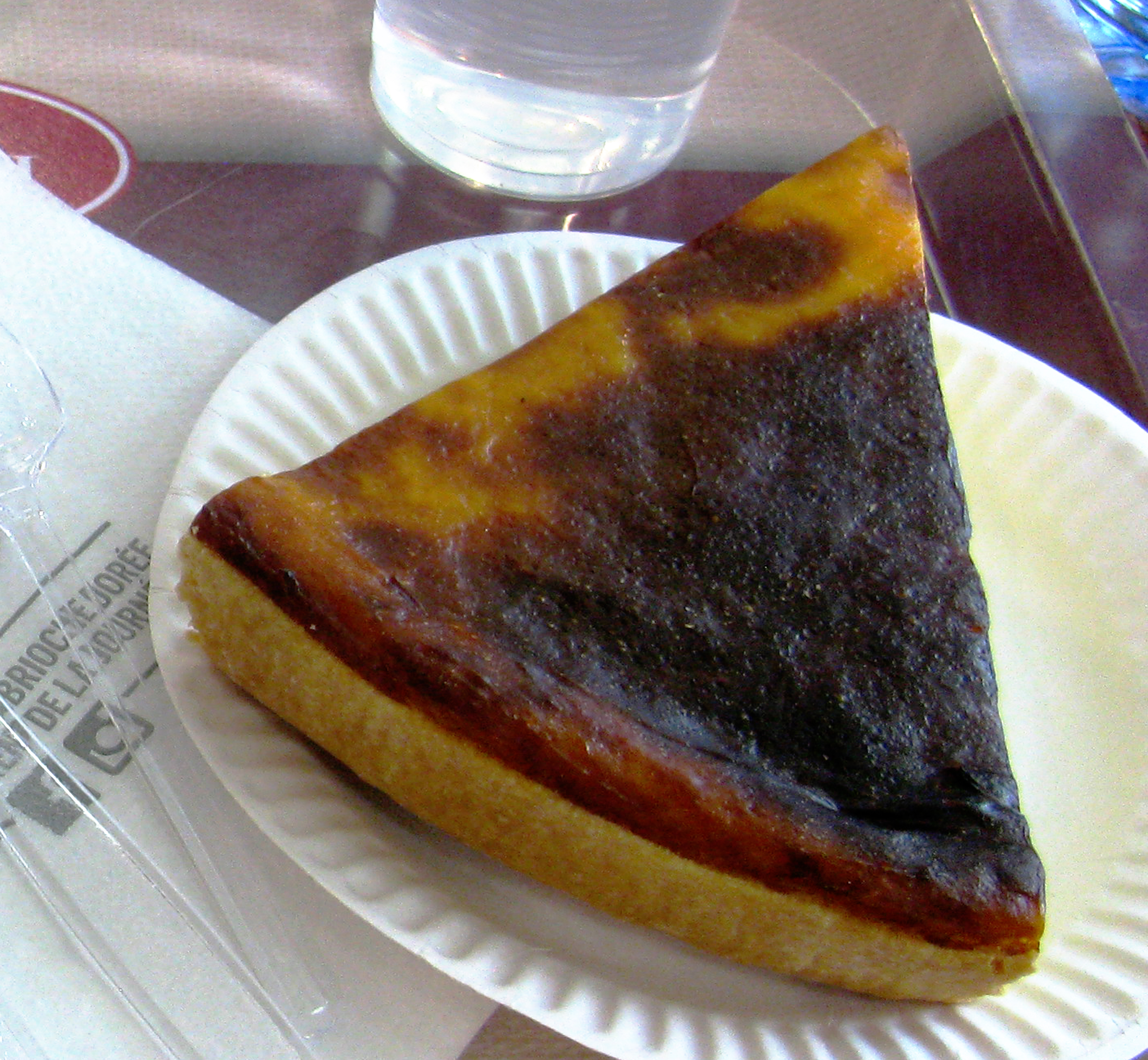
Flan pâtissier.

Le flan et les œufs au lait sont classiquement sucrés, le sucre est traditionnellement saupoudré en fin de cuisson mais souvent dans les recettes actuelles il est dissout dans le lait chaud .
Depuis la fin du XXe siècle le flan salé est entré dans la langue française (1969: flan salé à la farine de pois chiche des pieds-noirs d'Algérie) .

### Pâte

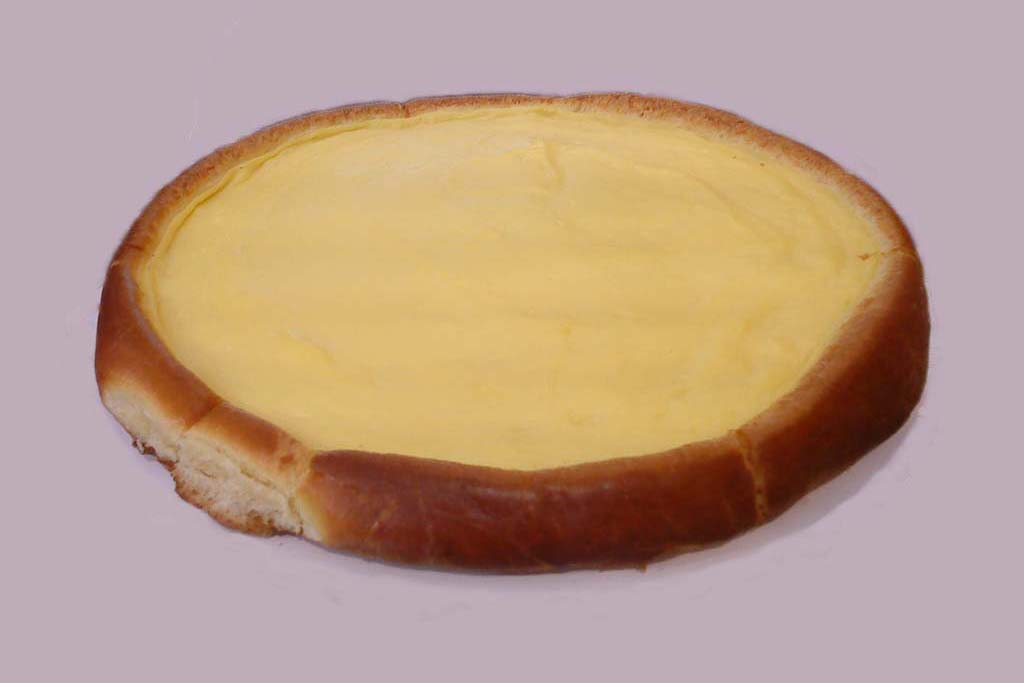
Tarte à la papette, flan sur pâte à brioche.

La pâte est une option. Le Traité de pâtisserie moderne d'Émile Darenne (1909) indique qu'il faut toujours cuire la croûte avant de la garnir (piquée puis couverte de noyaux de cerise, riz ou haricots pour éviter qu'elle ne lève), puis donne un flan breton (aux raisins secs et eau de fleur d'oranger) dans un moule cannelé sans pâte. L'expression « flan pâtissier » pour désigner le flan avec une pâte date de la fin du XXe siècle,.
Le flan pâtissier se rencontre avec un peu toutes les pâtes : pâte à foncer ou pâte brisée (farine, beurre, eau) est croquante, pâte feuilletée aérienne, pâte sablée fine, pâte briochée à manger rapidement et aux prunes chez Paulette Bruteux (1977),,,,,,. L'important est la rencontre croquant de la pâte et le crémeux du flan (d'où la cuisson séparée de la pâte).
Une variante de la tarte à la gomme savoyarde, la tarte à la papette du pays de Gex est un flan sur pâte briochée.
Dans le nord de la France il existe une variante appelée tarte au papin.

### Cuisson
La cuisson est une étape décisive de la réussite avec l'homogénéité du mélange œufs/lait : la chaleur doit être uniforme et suffisante, sans irrégularités de dénaturation de la protéine de jaune d'œuf.
Sans pâte, en Chine les flans 炖蛋 ou 燉蛋 œufs mijotés sont cuits à la vapeur (même si on trouve des recettes modernes au micro-onde). Martine Lizambard (2015) considère que la cuisson à la vapeur du flan sans la pâte est idéale pour obtenir une consistance parfaitement lisse, sinon au four au bain-marie et à température faible (120 à 160°), 140° une heure pour la chaleur tournante ,. La cuisson directement au four demande un réglage fin des températures et des durées on trouve : 20 min à 120 °C, 10 min à 180 °C, 5 min à 240 °C pour dorer le flan . Avec pâte 50 min dans un four préchauffé à 175° .
La cuisson à sec préalable de la pâte évite de la détremper, elle peut être badigeonnée de jaune d’œuf et laissée à sécher une demi-heure au réfrigérateur avant d'enfourner pour avoir un parfait croquant .
Pour la cuisson au four micro-ondes la cuisson en 2 passages (2 fois 5 min pour 3 œufs) est souvent conseillée .

### Laits et œufs

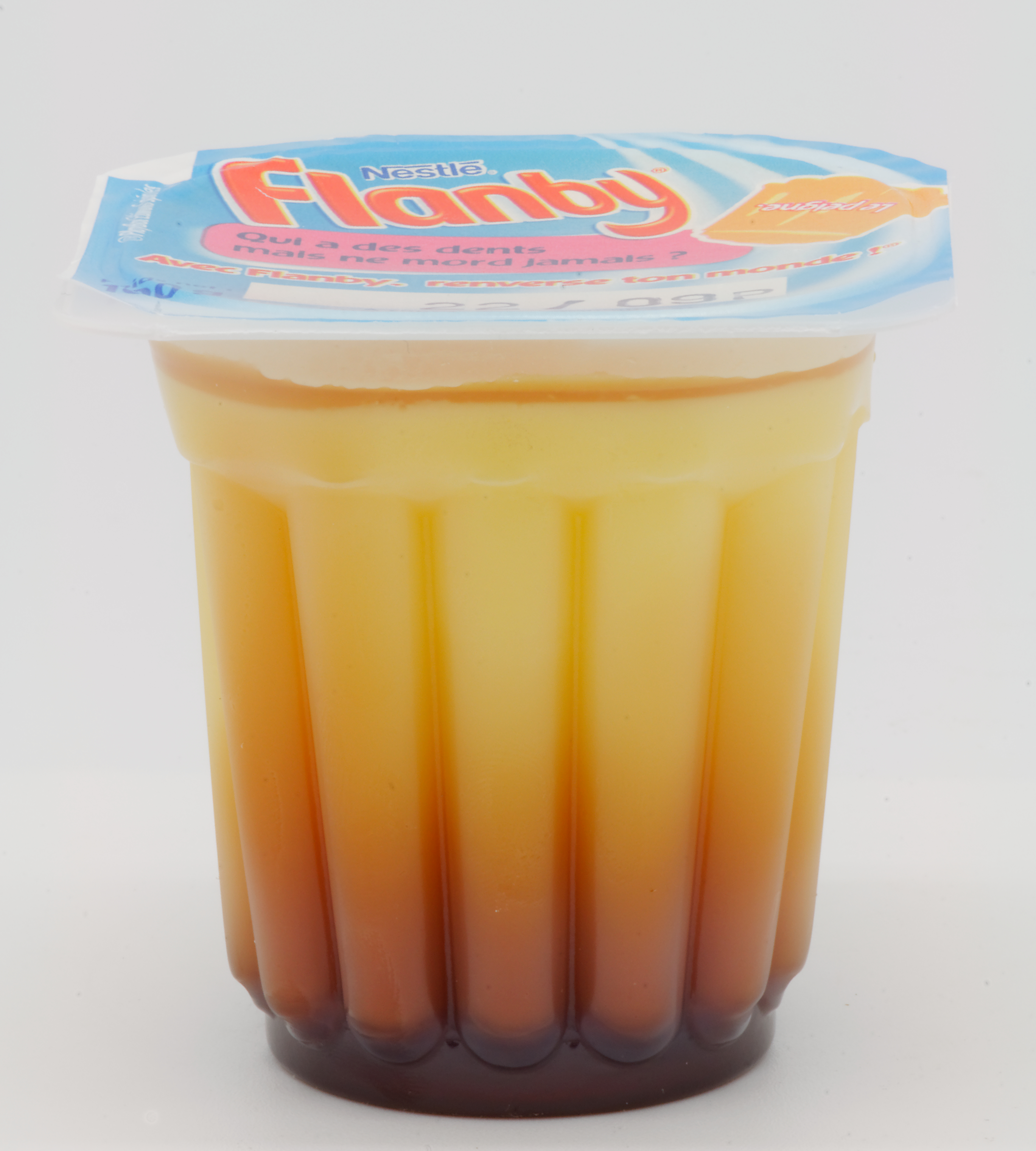
Flanby.

L'acquisition de la texture lisse et onctueuse résulte du mélange des matières grasses du lait et de l'œuf, il faut un lait gras, souvent on conseille d'ajouter de la crème de lait au lait entier et les meilleurs spécialistes ajoutent du beurre . Mais trop de gras fait perdre en souplesse... Côté œuf, le blanc donne la compacité, on gagne en onctuosité en augmentant le nombre de jaune d'œufs, les extrémistes (Jacques Génin, Quentin Lechat) suppriment le blanc pour 5 à 7 jaunes d'œufs par litre de lait . Côté lait le leche asada péruvien se fait au lait concentré sucré, à La Gomera les flans se font au lait de chèvre.
Les flans sans lait ne sont par définition ni des flans, ni des œufs au lait mais des œufs chinois à l'eau ou au bouillon. Les flans sans œufs se font avec du flan en poudre ou des carraghénanes, ou encore comme dit Menon, les jaunes d'œufs peuvent être remplacés par du riz, du vermicelle, des nouilles, des pommes de terre cuits d'avance ,. Le bien connu Flanby de Nestlé est un flan aromatisé au caramel sans œufs .

#### Épaississant, farine et fécule
Bernard Laurance explique qu'il est parvenu à réussir un flan parisien avec «une pâte croustillante et un intérieur dense et moelleux» en utilisant un agent de texture professionnel : la poudre à crème pâtissière (une fécule de maïs ou maïzena aromatisée),. Depuis l'origine de nombreuses recettes en français comprennent une cuillère de farine, avec ou sans pâte à tarte ,. Les fécules de maïs ou de pomme de terre jouent le même rôle, Urbain Dubois qui devait aimer le flan bien solide met 3 fois 100 g de la farine, de fécule de pomme de terre et de farine de riz pour 6 œufs dans son flan de crème aux fleurs d'oranger ,. Le flan thaï au lait de coco utilise le taro haché . La poudre à flan, vendue aussi comme poudre à crème pâtissière est composée d'amidon, de gomme de caroube, carraghénane épaississant extrait d'algues, sel, colorants (un carotène naturel), arôme (souvent de vanilline). Elle s'additionne à du lait chaud ,,,,. Certaines poudres contiennent de la poudre d'œuf et du sucre. Elle a été inventée en 1837 par Alfred Bird fondateur de Bird's Custard dont l'épouse était allergique aux œufs .
En 2020, une étude sur une poudre à flan à base de pommes de terre invendables a donné une bonne appréciation, surtout aromatisée à l'orange .

#### Flans aux laits végétaux
Les épaississants et agents de texture sont ajoutés quand le lait est remplacé par des laits végétaux (moins gras), phospholipides et acides gras libres, agar-agar, marante, fécules, farines, etc. les flans aux laits végétaux étant jugés avoir des saveurs moins caractéristiques ,,,,.

## Garniture et nappage
Traditionnellement le mélange lait-œuf-sucre était aromatisé de zeste de citron, de citron vert râpé, d'eau de fleur d'oranger, de vanille . Le fion vendéen qu'on mange à Pâques est aromatisé à la cannelle et à la vanille, la pastiera flan napolitain à la ricotta et aux fruits confits est aromatisée avec toute la créativité locale.

### Flans sucrés

#### Caramel

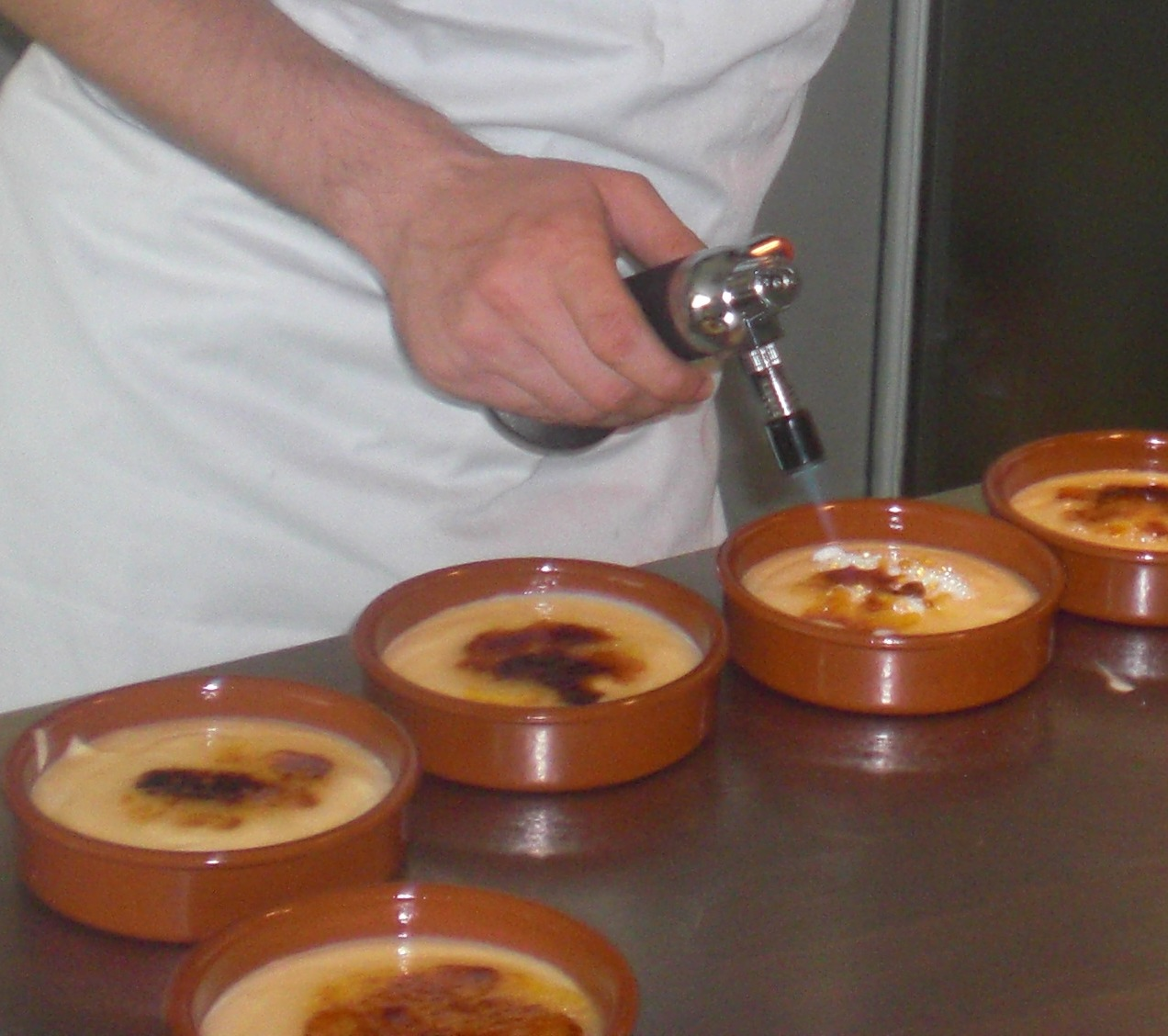
Caramélisation de la crème catalane

Austin de Croze (1928) attribue la recette du pain d'œuf au caramel (des œufs au lait dans un moule lisse caramélisé) à l'Abbaye de Château Chalon,. L'expression crème au caramel apparait en français au XVIIIe siècle (1755 chez Menon) alors que flan au caramel est plus tardif (fin XVIe siècle, 1879, crème au caramel à la maïzena),. Le flan au caramel est devenu un incontournable au XXIe siècle. Eric Boschman et Nathalie Derny écrivent « l'incontournable, la pierre d'angle, le plus petit commun dénominateur des hôpitaux belges est le flan au caramel » du plateau repas. Le caramel peut aussi être un nappage.
La principale différence entre un flan au caramel et une crème brûlée (François Massialot, 1691, parfume sa crème brûlée au zeste de lime) ou une crème catalane (à la cannelle, au zeste de citron, ou d'orange) est que le sucre caramélisé est chez elles à la surface du flan ,.

#### Amandes et fruits
Les fruits accompagnent volontiers les flans au dessert : fruits nouveaux, fruits frais (poire pommes qui donnent la flaugnarde limousine, flan glacé aux fraises, aux petits fruits (myrtilles, groseilles), aux oranges ou mandarines, (citron-bananes), fruits confits, fruits cuits (compotes, marmelades), fruits secs,.
Parmi les noix ou amandes pilées ou en poudre, la noix de coco en poudre, les pistaches sur le flan libanais (mMhalbi ou mouhalabieh) parfumé à l'eau de rose, le flan de cacahuète, le macadamia cream flan ,,,. Existe aussi le flan aux marrons .

#### Abricots et autresprunus

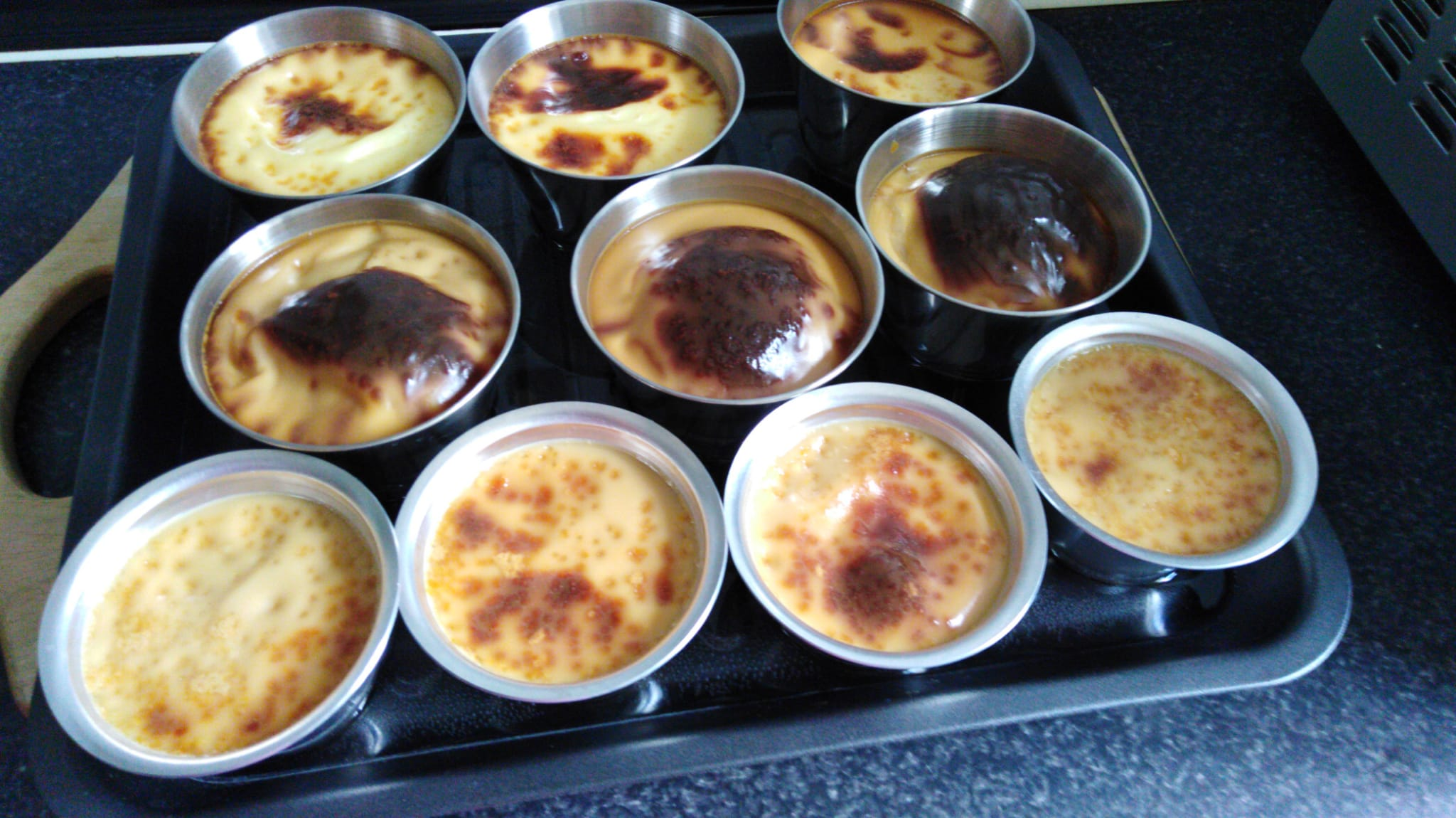
Leches asadas

Un grand ami du flan depuis longtemps : flans d'abricots glacés, flan d'abricots à la Metternich (abricots nouveaux et cerises cuits sur une pâte brisée puis recouverts de l'appareil à flan aromatisé aux amandes d'abricot, servi tiède), flan de marmelade d'abricots meringué, flan à la russe (abricots meringue), flan d'abricots (ou de cerises) à l'alsacienne (de kirsch), leche asada de damascos (Chili), flan d'abricots à la Bourdaloue ou flan d'abricots à la frangipane (la pâte est garnie de crème frangipane claire aux macarons avant d'y poser les abricots), abricots à la crème,,,,,.
Et proches de l'abricot, la pêche, les prunes (mirabelles, quetsches, etc.) et autres Prunus ont donné les clafoutis (cerise, guigne noire à clafoutis, spécialité du Limousin), le gâteau basque à la cerise (etxeko biskotxa), le far (pruneaux), cacou (bigarreaux marmottes).

#### Chocolat, café et thé
Ces flans se préparent en cuisant le chocolat en poudre, ou en infusant le café ou le thé dans le lait chaud avant d'y casser les œufs. Le flan au chocolat est aromatisé à l'eau de fleur d'oranger, la vanille, au citron etc. le flan au café peut être corsé avec une essence ou une liqueur de café et les flans au thé (fumé, au jasmin, Darjeeling, vert matcha, etc.) exigent une infusion longue,,.

#### Liqueurs et alcools
Ils parfument efficacement les flans : Cointreau, Amaretto, Grand Marnier, au rhum (avec raisin), aux alcools de fruits…,,,. Le flano di crema al maraschino (flan de crème au marasquin), évoqué par Urbain Dubois (1878), est un flan de frangipane, avec une confiture d'abricot nappé d'une glace au marasquin .

### Flans salés
Les flans salés sont des flans contemporains, ils se multiplient après l'an 2000, sauf le flan au fromage leur ancêtre. Il existe aussi des flans au fromage sucré, comme les flan de cuajada espagnole au caillé de brebis, les pască roumains. De même il existe des flans neutres comme le como de l'Ain au fromage blanc . Les variantes locales sont innombrables (surtout en Suisse : Wäie, Chueche, Tünne, Flade, Pitta, Datsche...) .

#### Flans au fromage

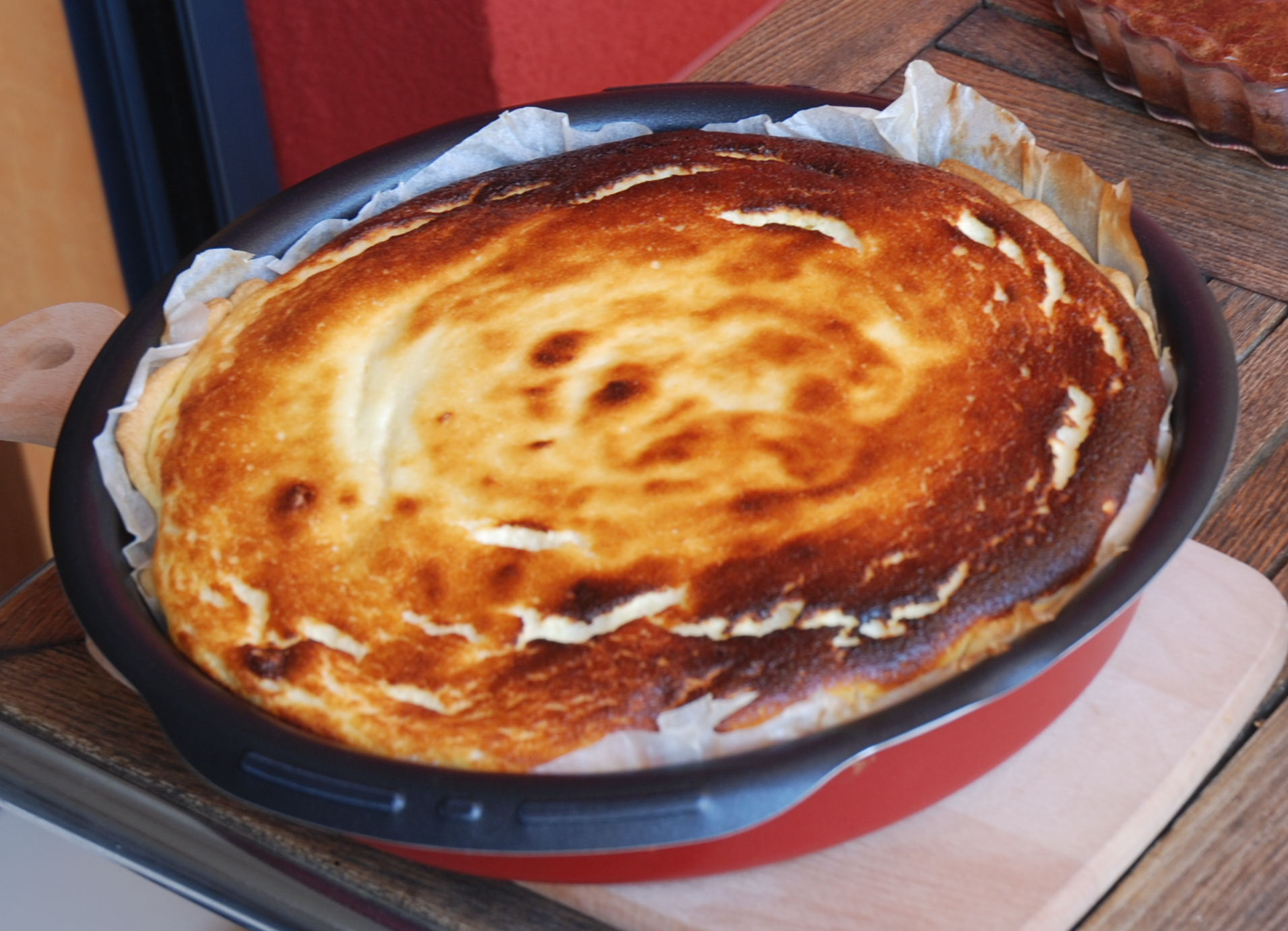
Käsdard (tarte au fromage).

Au  XIIIe siècle les pâtissiers vendaient dans la rue des flans de fromage . Philippe le Bel dans une ordonnance sur le jeûne et les jours maigres veut que « fromages ne doit être contez pour mes, se n'est à tarte ou en flaons » . Les popelin ou poupelins étaient des gâteaux au fromage parfois rapprochés des flans au XVe siècle . Ces flans sont proches de certains gâteaux au fromage et leurs variantes régionales (Tarte au me'gin, Käsekuchen), par exemple le Gâteau au fromage d'Obwald (Suisse) est garni d'un appareil à flan avec gruyère, sbrinz ou emmental et muscade,.
Le flan au fromage se faisait dans une pâte cuite à sec, le mélange classique du flan est gruyère, fromage blanc, fromage de Brie et beurre chez Pierre Quentin qui bat les blancs d'œufs en neige pour que l'appareil monte bien. De nos jours, il se fait aussi en ramequin, à la manière d'un soufflée au fromage, à l'emmental, au Philadelphia. Ginette Mathiot les aromatise à la muscade, David Snowden (2015) au gingembre,. Harry Stewart (2017) donne un amusant flan au Pecorino Romano, à la féta et à l'huile d'olive en ramequin.

#### Flans aux légumes
Jennifer Mac Hart (2012) n'aide pas à la réputation du flan aux légumes en le faisant figurer dans sa Cuisine pour étudiants fauchés, pas doués et sans idées. Le flan aux champignons est souvent fait avec une pâte brisée et une abaisse de pâte comme couvercle ; il peut se faire avec tout types de champignons, dont les morilles. Il existe aussi le flan aux oignons, proche de la Zwiebelkuchen allemande,. On peut également citer : le flan aux carottes, aux épinards (avec fromage, comme le flan aux blancs de poireaux), aux asperges et au cresson, aux artichauts, à l'ail, au potiron, etc.,,,

#### Flans aux fruits de mer
Dans les années 1930, on trouve le flan aux anchois de Mimi Pinson, le flan aux crevettes et le flan aux huitres d'Alain Laubreaux,. Mais il existe aussi le flan aux langoustines, le flan aux écrevisses (comme pour les anchois, un beurre d'écrevisses est nécessaire), le flan aux grenouilles, spécialité alsacienne, ou aux escargots bourguignons. Quant aux poissons, les plus courants sont le saumon (et courgettes), le thon, et le hareng (flan aux kippers, à la moutarde),,.

#### Flans de viandes et charcuteries
Dans cette catégorie, on trouvera le flan aux foies de volailles, au foie gras, à la moelle,.
Le flan au jambon est très proche de la quiche qui, en raison du lard fumé, est définie par le Littré comme une sorte de flan d'œufs au fromage, propre aux lorrains (chez qui l'appareil à flan est appelé migaine). René Droin donne le rigodon comme spécialité bourguignonne de flan salé au jambon. Il existe également une Bacon and egg pie qui se garnit de champignons, petits pois, tomates etc.,. Enfin, dans le Beaujolais, pendant la vendange on mange des flans au fromage frais .

## Anthologie
- Antonin Carême, Le Pâtissier royal parisien (1815) donne une éblouissante série de flans, toujours en croute: salé au fromage (flan à la Suisse, 3 heures de cuisson douce : « Cet appareil fait un très bel effet à la cuisson ; il jette des grignes semblables à la pâte à brioche. Servez cette grosse pièce en la sortant du four. » ; flan à la parisienne riche de pomme, nappage de gelée de pomme, de groseille ou de marmelade d'abricot ; flan de vermicelle aux citrons, flan de mirabelles, flan franco-anglais : macarons amers écrasés, raisin de Corinthe, muscat, cédrat confit, fleur de d'orange pralinée, muscade, vin d'Espagne) [31].
- Martine Lizambard, Flans faits maison - Les délices de Solar, edi8, 2015, a réalisé une enquête approfondie : flan magique au riz soufflé, flan minute de tofu soyeux à l'abricot, flans aux Carambar ; flans exotiques : flans vietnamiens au pandanus, flan d'ananas à l'anis, flans de mangue à la vanille, flan aux épices indiennes et le mythique pastel de nata lisboète[141].
- Le surnom de Flanby donné à François Hollande aurait pour origine Arnaud Montebourg qui plaisantait de son caractère mou[142]. « C'est une très bonne proposition : je ne connais personne qui n'aime pas le Flanby. » a dit le président [143]. Valéry Giscard d'Estaing aimait une cuisine diététique à l'Élysée : mousselines, flans légers[144]. Il y avait du flan au repas du 80e anniversaire de la reine Elisabeth II [142].
- Mme de Villeparisis :« On ne sait plus rien faire ; je ne sais pas si vous vous rappelez, autrefois, chez ma mère, on réussissait si bien ce qu'on appelait une crème renversée. On pourrait peut-être leur en demander une. - Cela ne s'appelait même pas encore une crème renversée, cela s'appelait, dit M. de Norpois en mettant le mot comme entre guillemets, des œufs au lait. Ce qu'ils vont vous donner ne sera pas fameux. Les œufs au lait, c'était onctueux, cela avait une patine, vous vous rappelez ? » À la recherche du temps perdu, Marcel Proust, 1913.

### Flan de Chartres
Le flan de Chartres aurait été renommé dès le XIIIe siècle. Simonet en 1815 écrit : « Parmi les choses renommées en France au treizième siècle, [...] les pâtés de Paris, les flans de Chartres, et les tartes de Dourlens. Les gohières et les popelins... »,. On ne sait si cette renommée proverbiale désigne une pâtisserie ou plus vraisemblablement une mauvaise monnaie (flan monétaire de mauvaise qualité), toujours est-il que Charles VI, en 1388, demanda des mesures de saisie contre les monnaies de Chartres et que flan de Chartres devint synonyme de mauvaise monnaie,,.